# Zaal Samadashvili
Zaal Samadashvili (en georgiano ზაალ სამადაშვილი; Tiflis, 3 de octubre de 1953-Tiflis, 1 de noviembre de 2024) fue un escritor georgiano.

## Biografía
Zaal Samadashvili se graduó de la Universidad Estatal Ivane Javakhishvili, en la facultad de Mecánica y Matemáticas.
Ha dado conferencias en la Universidad Técnica de Georgia y ha enseñado en la 53.ª escuela pública de Tiflis.
Entre 1989 y 1994 trabajó en el departamento editorial de los periódicos Mamuli y Komagi y, al mismo tiempo, fue editor jefe de la revista XX Saukune.
Es el guionista de la película Temo y también ha escrito el guion para el cortometraje Garsevan.
En 2006 Samadashvili fue miembro del Ayuntamiento de Tiflis y, en 2008-2012, fue presidente de dicho ayuntamiento. Con el apoyo del mismo, fundó el premio literario Gala en 2007.
Actualmente trabaja en la Biblioteca Mikheil Saakashvili.

## Obra
Su primer cuento La abuela ha sido herida fue publicado en la revista Tsiskari en 1983.
En 2016 Zaal Samadashvili ganó el premio literario SABA a la mejor colección en prosa del año por su libro Las botas de fútbol de Yunker Eristavi (იუნკერ ერისთავის ბუცები). Se trata de una colección de historias reales en las cuales el autor no inventa, omite o agrega nada, simplemente las cuenta tal como las vio y sintió en un momento particular. El periodista Davit Paichadze opina sobre esta obra:

La melancolía, la firmeza y la magnanimidad son los tres eslabones que sintonizan las historias de Zaal Samadashvili. Rara vez puedo recordar a un escritor georgiano con tanta firmeza, o incluso una búsqueda persistente de un poco de magnanimidad en personas que han fallado en la vida, pero que a la vez tienen una visión sobria y persistente de sus objetivos cuando sus vidas han sido destrozadas.

Su obra más reciente, Encuentro con el maestro (ოსტატთან შეხვედრა, 2018), recoge relatos con la inconfundible huella del difícil pasado reciente de Georgia.